# Katie Parker
Katie Parker (Virginia, 5 de enero de 1986) es una actriz estadounidense reconocida principalmente por su interpretación de Callie en la película Absentia, de Poppy Hill en la serie La Maldición de Hill House y de Perdita Willoughby en La maldición de Bly Manor.

## Biografía
Parker nació en Herndon, Virginia. Hija de David Parker y Pamela Parker. Tiene dos hermanos mayores, Nat Parker, Director Fundador en Pondero Group, Emprendedor en Residencia en Elevate Capital; y Parker Wallace, fundadora de Parker's Plate; y un hermano menor, Danny Parker, compositor y cantante, quien pertenece a la banda de Los Ángeles, Model Child.
Actualmente Parker reside en Los Ángeles, California.

## Carrera
Parker comenzó su carrera con una pequeña aparición en la serie The Young and the Restless en el 2008.
En 2011, debutó como Callie en la película Absentia, dirigida por Mike Flanagan. Ese mismo año, participó en la serie The Therapist como Amber McGowan y se unió al elenco de la película The Family, interpretando a Ruby.
Más tarde, en 2013, protagonizó This Is Ellen, un cortometraje de John Salcido y tuvo una participación en la película Oculus: el espejo del mal, escrita y dirigida por Mike Flanagan, como Annie.
En 2014, Parker participó en varios cortometrajes, L'agonie Pardonné de Tori Pope, The Tokyo Princess dirigido por Travis Greene y Daryl Perle, Tribute de John Salcido, y Entity de Michael May. Ese mismo año, tuvo dos apariciones en la serie Masters of Sex, interpretando a Bernadette. 
En 2015, tuvo una aparición en el episodio Rock-a-Bye-Baby de la serie de televisión NCIS: Nueva Orleans, así como en el episodio Kali la serie Halt and Catch Fire. Ese mismo año, participó en algunos cortometrajes como Sleepwalker, escrito y dirigido por Clavin Weaber; Conventional, escrito, dirigido y protagonizado por Karen Gillan; Woke Up Famous de Giles Clarke y Move Me dirigida por Gabe Crate.
En 2016, tuvo aparición en dos capítulos de la serie de televisión Rizzoli & Isles. Ese mismo año hizo parte de la película The Binding dirigida por Gus Krieger, y el filme de acción The Last Alleycat dirigido por Greg Runnels y Mark Runnels. También participó en los cortometrajes The Gate dirigido por Kellie Madison, What's in the box? de Ross Ferguson, y Jon & The Wolf de Ryan Maples.
En 2017 protagonizó los cortometrajes Night of Natalie, escrito y dirigido por Tori Pope; y The So Long Song, escrito y dirigido por Maria Emiko Macuaga.
En 2018, participó en la película All The Creatures Were Stirring dirigida por David Ian McKendry y su esposa Rebecah McKendry. Ese mismo año, hizo parte de la serie La maldición de Hill House, en la que interpretó a Poppy Hill. La serie fue producida por Netflix y dirigida por Mike Flanagan y estuvo basada en la novela homónima de la autora estadounidense Shirley Jackson. También, participó en la serie de televisión corta Ride Sech creada por Kim Noonan y John Salcido.
En 2019, fue elegida para interpretar a Silent Sarey en la película Doctor Sueño, dirigida por Mike Flanagan, adaptación de la novela homónima del escritor estadounidense Stephen King. Y protagonizó el cortometraje The Re-Education of Jane Brown, dirigido por M.K. McGehee.
En 2020, tuvo una aparición en la película Like a Boss dirigida por Miguel Arteta. Y ese mismo año, interpretó a Perdita Willoughby en la serie La Maldición de Bly Manor.
En enero de 2021, fue protagonista invitada del episodio "The Accidental Patient" de la serie de FOX, The Resident. En marzo de ese mismo año, fue parte del elenco principal de la nueva serie de ciencia ficción de DUST, ALT. 
En junio de 2022, hizo parte del elenco principal, al lado de Rahul Kohli, Rose McIver, Karen Gillan, Tongayi Chirisa y Diva Zappa, en la película de ciencia ficción y comedia dramática Next Exit, escrita y dirigida por Mali Elfman.
En agosto se confirmó que Parker se unió al elenco de The Midnight Club, serie que se estrenó en octubre, dirigida por Mike Flanagan, en la cual participó como estrella invitada en tres de sus episodios. También, fue confirmada para la próxima miniserie del mismo director, The Fall of the House of Usher.

## Filmografía

### Cine
| Año  | Título                          | Personaje     |
| ---- | ------------------------------- | ------------- |
| 2011 | Absentia                        | Callie        |
| 2011 | The Family                      | Rubi          |
| 2013 | Oculus                          | Annie         |
| 2016 | The Binding                     | Sam           |
| 2016 | The Last Alleycat               | Petra         |
| 2018 | All The Creatures Were Stirring | Sasha         |
| 2018 | Rust                            | Aurora        |
| 2019 | Doctor Sueño                    | Silent Sarey  |
| 2020 | Like a Boss                     | Recepcionista |
| 2022 | Next Exit                       | Rose          |
| 2022 | Angry Neighbors                 | Kathy Polite  |

### Cortometrajes
| Año  | Título                         | Personaje                           |
| ---- | ------------------------------ | ----------------------------------- |
| 2013 | This Is Ellen                  | Ellen                               |
| 2014 | L'agonie Pardonné              | Papel principal                     |
| 2014 | The Tokyo Princess             | La Prostituta                       |
| 2014 | Tribute                        | Katie                               |
| 2014 | Entity                         | Sara                                |
| 2015 | Sleepwalker                    | Sam                                 |
| 2015 | Conventional                   | Fan Emma                            |
| 2015 | Woke Up Famous                 | Allie Davenport / Kitty Stonewaller |
| 2015 | Move Me                        | Taryn                               |
| 2016 | The Gate                       | Kate Weston                         |
| 2016 | What's in the box?             | Maddie                              |
| 2016 | Jon & The Wolf                 | Michelle Baron                      |
| 2017 | Night of Natalie               | Natalie                             |
| 2017 | The So Long Song               | Molly                               |
| 2019 | The Re-Education of Jane Brown | Jane Brown                          |

### Televisión
| Año  | Título                         | Personaje          | Notas                              |
| ---- | ------------------------------ | ------------------ | ---------------------------------- |
| 2008 | The Young and the Restless     | Camarera           | 1 episodio                         |
| 2011 | The Therapist                  | Amber McGowan      | 2 episodios                        |
| 2014 | Masters of Sex                 | Bernadette         | 2 episodios                        |
| 2015 | NCIS: New Orleans              | Anne Burke         | Episodio: "Rock-a-Bye-Baby"        |
| 2015 | Halt and Catch Fire            | Amy                | Episodio: "Kali"                   |
| 2016 | Rizzoli & Isles                | Nicole             | 2 episodios                        |
| 2018 | La Maldición de Hill House     | Poppy Hill         | 3 episodios                        |
| 2018 | Ride Sesh                      | Katie              | Episodio: "Katie"                  |
| 2020 | La maldición de Bly Manor      | Perdita Willoughby | 2 episodios                        |
| 2021 | The Resident                   | Eva Wolman         | Episodio: "The accidental Patient" |
| 2021 | ALT                            | Valerie Mayfield   | Protagonista                       |
| 2022 | The Midnight Club              | Aceso              | 3 episodios                        |
| 2023 | The Fall of the House of Usher | Annabel Lee        | 8 episodios                        |

## Premios y nominaciones
| Año  | Premio                                 | Categoría                                                                     | Título                         | Resultado |
| ---- | -------------------------------------- | ----------------------------------------------------------------------------- | ------------------------------ | --------- |
| 2011 | Tabloid Witch Award                    | Mejor Actriz (compartido con Courtney Bell)                                   | Absentia                       | Ganador   |
| 2016 | Santa Monica Film Festival             | Actriz en Papel Principal                                                     | Move Me                        | Nominado  |
| 2016 | FilmQuest                              | Mejor Actriz de Reparto en un Cortometraje                                    | Move Me                        | Ganador   |
| 2019 | Independent Horror Movie Awards        | Mejor Actriz                                                                  | The Re-Education of Jane Brown | Ganador   |
| 2019 | Bloodstained Indie Film Festival       | Mejor Actriz                                                                  | The Re-Education of Jane Brown | Ganador   |
| 2020 | Queen Palm International Film Festival | Mejor Actriz en un Cortometraje                                               | The Re-Education of Jane Brown | Ganador   |
| 2020 | Hollywood Blood Horror Festival        | Mejor Conjunto de Actuación (compartido con Alexandra Henrikson y Mark Huber) | The Re-Education of Jane Brown | Ganador   |
| 2020 | Diabolical Horror Film Festival        | Mejor Actriz                                                                  | The Re-Education of Jane Brown | Ganador   |